# Tech 3 Mistral 610
Tech 3 Mistral 610 — гоночний мотоцикл, що випускається з 2010 року французькою компанією Tech 3 для участі у чемпіонаті світу з шосейно-кільцевих мотоперегонів MotoGP в класі Moto2.

## Назва
Модель отримала свою назву від однойменного вітру, що дме над знаменитим автомотодромом «Поль Рікар» у південній Франції. Цифри означають об'єм двигуна 600 см³ та рік запуску моделі 2010.
Неофіційно мотоцикл ще називають «міні Yamaha M1» через її візуальну схожість.

## Результати
Tech 3 Mistral 610 дебютував у чемпіонаті світу з шосейно-кільцевих мотоперегонів MotoGP в першій гонці новоствореної категорії Moto2, на Гран-Прі Катару 2010 року. Протягом дебютного року на мотоциклі виступали Юкі Такахаші та Раффаеле де Роса; перший виграв Гран-Прі Каталонії, був другим у Чехії та ще 5 разів потрапляв у очкову зону, другий отримав лише 4 очки, закінчивши багато гонок достроково.
Наступного року на Містралі виступали Бредлі Сміт, Майк Ді Меліо та Ксав'є Сімеон; перший тричі потрапляв на подіум, тоді як інші отримали лише декілька очок.
У сезоні 2012 році на мотоциклі змагались Бредлі Сміт і Ксав'є Сімеон, одну гонку проїхав на ньому також Хорді Торрес. Жоден з гонщиків не потрапив на подіум протягом сезону: мотоцикл виявися не конкурентноздатним в порівнянні з Suter MMX2 та Kalex Moto2.
Сезон 2013 виявився ще менш успішним: гонщики Данні Кент та Луї Россі, а також Лукас Махьяс (лише 2 гонки), лише епізодично здобували очки.
У сезоні 2014 на Mistral 610 виступали Марсель Шрьоттер та Рікард Кардус, по одній гонці на ньому проїхали Чалермполь Поламай та Деча Крайсарт.
У сезоні 2015 представництво мотоцикла у класі збільшилось до 3 гонщиків — до двох гонщиків заводської команди «Tech 3», Марселя Шрьоттера та Рікарда Кардуса, приєднався пілот команди «Tasca Racing Scuderia Moto2» Луї Россі і це був перший випадок використання Mistral 610 спортсменами не заводської команди.

## Статистика виступів

### У розрізі сезонів
| Сезон | Команда                   | №  | Гонщик             | Гонки | Пер | Под | ПП | НК | ОГ  | МГ |
| ----- | ------------------------- | -- | ------------------ | ----- | --- | --- | -- | -- | --- | -- |
| 2010  | Tech 3 Racing             | 72 | Юкі Такахасі       | 17    | 1   | 2   | 0  | 0  | 86  | 12 |
| 2010  | Tech 3 Racing             | 35 | Рафаеле де Роса    | 17    | 0   | 0   | 0  | 0  | 15  | 27 |
| 2011  | Tech 3 Racing             | 38 | Бредлі Сміт        | 16    | 0   | 3   | 0  | 1  | 121 | 7  |
| 2011  | Tech 3 Racing             | 63 | Майк Ді Меліо      | 17    | 0   | 0   | 0  | 0  | 30  | 23 |
| 2011  | Tech 3 B                  | 19 | Ксав'є Сімеон      | 17    | 0   | 0   | 0  | 0  | 23  | 26 |
| 2012  | Tech 3 Racing             | 38 | Бредлі Сміт        | 17    | 0   | 0   | 0  | 0  | 109 | 9  |
| 2012  | Tech 3 Racing             | 19 | Ксав'є Сімеон      | 15    | 0   | 0   | 0  | 0  | 21  | 22 |
| 2013  | Tech 3                    | 52 | Данні Кент         | 15    | 0   | 0   | 0  | 0  | 16  | 22 |
| 2013  | Tech 3                    | 96 | Луї Россі          | 17    | 0   | 0   | 0  | 0  | 6   | 24 |
| 2013  | Tech 3                    | 99 | Лукас Махьяс       | 1     | 0   | 0   | 0  | 0  | 0   | —  |
| 2013  | Singha Eneos Yamaha Tech3 | 46 | Деча Крайсарт      | 2     | 0   | 0   | 0  | 0  | 0   | —  |
| 2014  | Tech 3                    | 23 | Марсель Шрьоттер   | 18    | 0   | 0   | 0  | 0  | 80  | 10 |
| 2014  | Tech 3                    | 88 | Рікард Кардус      | 18    | 0   | 0   | 0  | 0  | 45  | 18 |
| 2014  | Singha Eneos Yamaha Tech3 | 46 | Деча Крайсарт      | 1     | 0   | 0   | 0  | 0  | 0   | —  |
| 2014  | Singha Eneos Yamaha Tech3 | 65 | Чалермполь Поламай | 2     | 0   | 0   | 0  | 0  | 0   | —  |